# Robert de Bachimont
Robert de Bachimont, död efter 1688, var en fransk alkemist och falskmyntare. 

## Biografi
Robert de Bachimont tillhörde den fattiga lågadeln. Han gifte sig med Marie de Bachimont. 
Tillsammans med andra alkemister producerade paret bland annat falska silvermynt och satte dem i omlopp. 

### Rättsprocess
Den 17 maj 1678 arresterades paret de Bachimont i Lyon på grund av sin kontakt med Louis de Vanens. Marie de Bachimont hade tidigare varit misstänkt för falskmynteri, och hennes förste make, svägerska och svärmor hade alla dött under misstänkta omständigheter. Robert de Bachimont förklarade att paret, som var intresserade av alkemi, hade lärt känna Vanens i Paris år 1674, där de bevittnat hur han förvandlade metall till guld. Marie beskrev hur han hade gjort detta. Paret hade spenderat 10.000 livres på Vanens. Vanens hade hävdat att han hade lärt sig att göra guld av munken François Galaup de Chasteuil, som tack för att han hade hjälpt denne att fly undan ett dödsstraff för mord på sin älskarinna. 
Chasteuil hade dock undanhållit vissa av beståndsdelarna i en viss olja bland ingredienserna, och i juni 1675 hade Vanens och paret Bachimont besökt Chasteuil i Turin, där Vanens dock träffade honom ensam. Paret hade sedan rest till Lyon, medan Vanens hade fortsatt till Paris och där försvunnit. De hade tagit kontakt med Chasteuil, som meddelat dem att han inte hade hört talas om Vanens olja. Paret hade dock ändå återvänt till Turin för att träffa Chasteuil, och de hade sedan skuldsatt sig med gagnlösa experiment innan de återvände till Lyon, där de var tvungna att bosätta sig i klostret Ainye Abbey av ekonomiska skäl. 
Polisen misstänkte att Vanens och paret Bachimont i själva verket hade utfört ett beställningsmord på hertigen av Savojen under sitt första besök i Turin. Hertig Karl Emanuel II av Savojen hade dött två dagar efter deras avresa. Frankrike hade sedan officiellt underrättats om hans död av greve de Saint Maurice, som var älskare till hertigens änka Maria Johanna av Savojen, som nu var Savojens nya regent; och Saint Maurice hade dessutom besökt Vanens betjänt Chaubossiere under sitt besök i Paris. Bachimonts betjänt Nicholas d'Hostel uppgav också att han hade hört Bachimont tala om hertigens död med Vanens, som hade sagt att hertigen hade blivit påklädd en förgiftad skjorta.

### Giftmordsaffären
Vanens satt fängslad i Bastiljen i flera år under misstanken att han var inblandad i Giftmordsaffären. 23 juni 1680 uppgav Adam Lesage att Vanens, paret Bachimont och Cadelan hade varit inblandade i en konspiration med okänt mål med en pirat vid namn Baux och en Dr. Rabel.
Misstanken om att Vanens hade förgiftat hertigen av Savojen ansågs vara för utrikespolitiskt farlig att ta upp, och våren 1682 dömdes han till livstids fängelse. Paret Bachimont fängslades på livstid i St Andre de Salces. De hävdade 1683 att de kände till en konspiration mot kungen, och gjorde 1688 ett misslyckat flyktförsök. Detta är sista gången den nämns. De förmodas ha avlidit i fängelset. 